# Рыкалова, Елизавета Васильевна
Елизавета Васильевна Рыкалова (в замужестве Марсель) (1806—1850) — оперная певица (меццо-сопрано) и драматическая актриса, артистка Петербургских Императорских Театров.
Принадлежала к известной актёрской семье Рыкаловых. Отец — знаменитый артист Петербургского императорского театра, комик Василий Федотович Рыкалов, мать — актриса той же сцены Пелагея Титовна Рыкалова. Артистами стали и их дети: Василий Васильевич и дочери Елизавета Васильевна и Ольга (Олимпиада) Васильевна (годы рождения и смерти неизвестны). В семье были другие дети, но они не пошли по пути родителей, сведений о них не сохранилось.
Елизавета Васильевна в первый раз вышла на сцену 26-го января 1813 года по крайне печальному поводу — когда после смерти её знаменитого отца театр давал бенефис в пользу его детей. Тогда семья вышла на сцену, чтобы поблагодарить присутствующих.
Через некоторое время она была принята в Петербургское театральное училище. Поначалу предполагалось, что она будет танцевать в балетах, но князь А. А. Шаховской заметил у неё голос и драматический талант и определил на занятия драмы и оперы.
В первый раз в качестве исполнительницы она выступила на сцене 27 мая 1818 года в комедии «Маскарад», будучи ещё ученицей, в день бенефиса своего учителя пения Бианки и сразу, как было отмечено, «произвела хорошее впечатление своею привлекательною внешностью, молодостью, веселой увлекательной игрой».
Окончила училище (класс Бианки) и была принята на сцену Императорских театров. В течение 1822—1846 гг. выступала в Петербургском Большом театре.
Обладала небольшим, но красивым мелодичным голосом. Однако в начале сценической деятельности выступала в водевилях, где добилась огромного успеха. В течение пяти лет считалась лучшею водевильного актрисой Петербургской сцены: «…главный успех имела в водевилях, где во всей силе проявлялось её милое простодушие и та резвая, увлекательная весёлость, которая была отличительной чертой её отца». Своим успехом она способствовала и успехам авторов водевилей, особенно отмечается исполнение ею ролей в пьесах Н. И. Хмельницкого. Успех её в водевилях был столь значителен, что она совсем забросила музыкальные занятия, необходимые для оперной актрисы для исполнения серьёзных партий. А тем не менее, с течением времени, в водевильных ролях ей пришлось уйти с первых ролей, постепенно отдавая роли молодым актрисам. Она вернулась к опере. Надо было наверстывать упущенное и заново браться за музыкальные занятия. Однако все наверстать было уже невозможно. Тем не менее её имя не сходило с театральных афиш более двадцати лет, и успех в исполнении многих небольших партий был ей обеспечен. После ухода со сцены Нимфодоры Семеновой она исполняла некоторые её роли.
Большая биографическая энциклопедия отмечает: «Р. M. Зотов в 1840 году говорит ещё, что если Рыкалова захочет перейти на амплуа комических старух, то будет на месте, так как „талант никогда не стареется“, — однако этого не случилось. „Она — по выражению одного из её биографов, А. Н. Сиротинина, — промелькнула на русской сцене мимолетной звездочкой и как неожиданно удивила всех своим живым, увлекательным талантом, так же незаметно и скоро затерялась среди новых талантов, озаривших своим блеском русский театр“».
Среди ролей:
1-я исполнительница партий: Бабета («Новая шалость, или Театральное сражение» А. Алябьева, А. Верстовского и Л. Маурера, 1822), Нисета («Фанфан-Тюльпан, или Давно пора бы догадаться» П. Турика, 1823), Лиза («Лунная ночь, или Домовые» А. Алябьева, 1823), Наина («Руслан и Людмила» М. Глинки, 1842);
1-я исполнительница на русской сцене — Розы-Любви/Красной шапочки («Красная шапочка» Ф. Буальдьё, 1819), Памела («Фра-Дьяволо, или Гостиница в Террачине» Д. Обера, 1831);
1-я исполнительница в Петербурге на русском языке — Янка («Эмерик Текелий, или Венгерцы» А. Титова, 1827).
в московском Большом театре — Донна Фернандец («Жоко, бразильская обезьяна» Габриеля и Э. Рошфора, 1827);
в Петербурге — Буслаевна («Аскольдова могила» А. Верстовского, 1841).
Среди других партий: Ленушка («Карантин» А. Верстовского и Л. Маурера, 1822), Алексей («Иван Сусанин» К. Кавоса, 1828), Анета в опере Вебера «Фрейшюц». Играла в водевилях: Жоржета в комедии «Бабушкины попугаи» (текст Н. И. Хмельницкого, музыка А. Н. Верстовского), Роза в комедии «Суженого конём не объедешь» Н. И. Хмельницкого. Репертуар водевилей, где она играла, чрезвычайно обширен, она была задейстована почти во всем водевильном репертуаре второй половины 1820-х годов, игравшихся тогда на Петербургской сцене.
Партнёры: С. Я. Байков, М. В. Величкин, П. И. Григорьев, С. С. Гулак-Артемовский, А. П. Долбилов, Н. О. Дюр, А. Г. Ефремов, В. И. Живокини, А. И. Иванова, С. В. Каратыгина, Н. А. Лиханский, Г. Ф. Климовский, М. С. Лебедев, Л. И. Леонов, Э. А. Лилеева, О. А. Петров, А. Я. Петрова-Воробьева, А. Н. Петрова, А. Н. Рамазанов, Е. Сандунова, Е. А. Семёнова, А. Ф. Соловьёва, М. М. Степанова, Д. Този, В. А. Шемаев.
Пела п/у К. Ф. Альбрехта, К. Кавоса.
Елизавета Рыкалова умерла 5 (18) марта 1850 года в Санкт-Петербурге.